# Gmina Tranemo
Gmina Tranemo (szw. Tranemo kommun) – gmina w Szwecji, w regionie Västra Götaland, z siedzibą w Tranemo.
Pod względem zaludnienia Tranemo jest 187. gminą w Szwecji. Zamieszkuje ją 11 894 osób, z czego 49,01% to kobiety (5829) i 50,99% to mężczyźni (6065). W gminie zameldowanych jest 459 cudzoziemców. Na każdy kilometr kwadratowy przypada 15,98 mieszkańca. Pod względem wielkości gmina zajmuje 132. miejsce.